# Olli und Molli
Olli und Molli ist eine deutsche Zeitschrift für Kinder im Leselern-Prozess. Die Zeitschrift wird von dem zur Bayard-Gruppe gehörenden Sailer Verlag in Nürnberg herausgegeben.

## Überblick
Olli und Molli ist eine multithematische Zeitschrift für Erstleser. Die Kinder werden auf spielerische Weise ans Lesen herangeführt. Die Zeitschrift gibt es nur im Abonnement, ein Ladenverkauf findet nicht statt. Sie erscheint monatlich mit einer verkauften Auflage von etwa 50.000 Exemplaren. Die Zeitschrift gilt als „pädagogisch wertvoll“ und wird von Kultusministerien und der Stiftung Lesen empfohlen.
Während sich Olli und Molli an Kinder im Grundschulalter richtet, richtet sich Olli und Molli Kindergarten an Kinder im Kindergartenalter.